# 1936년 하계 올림픽 농구

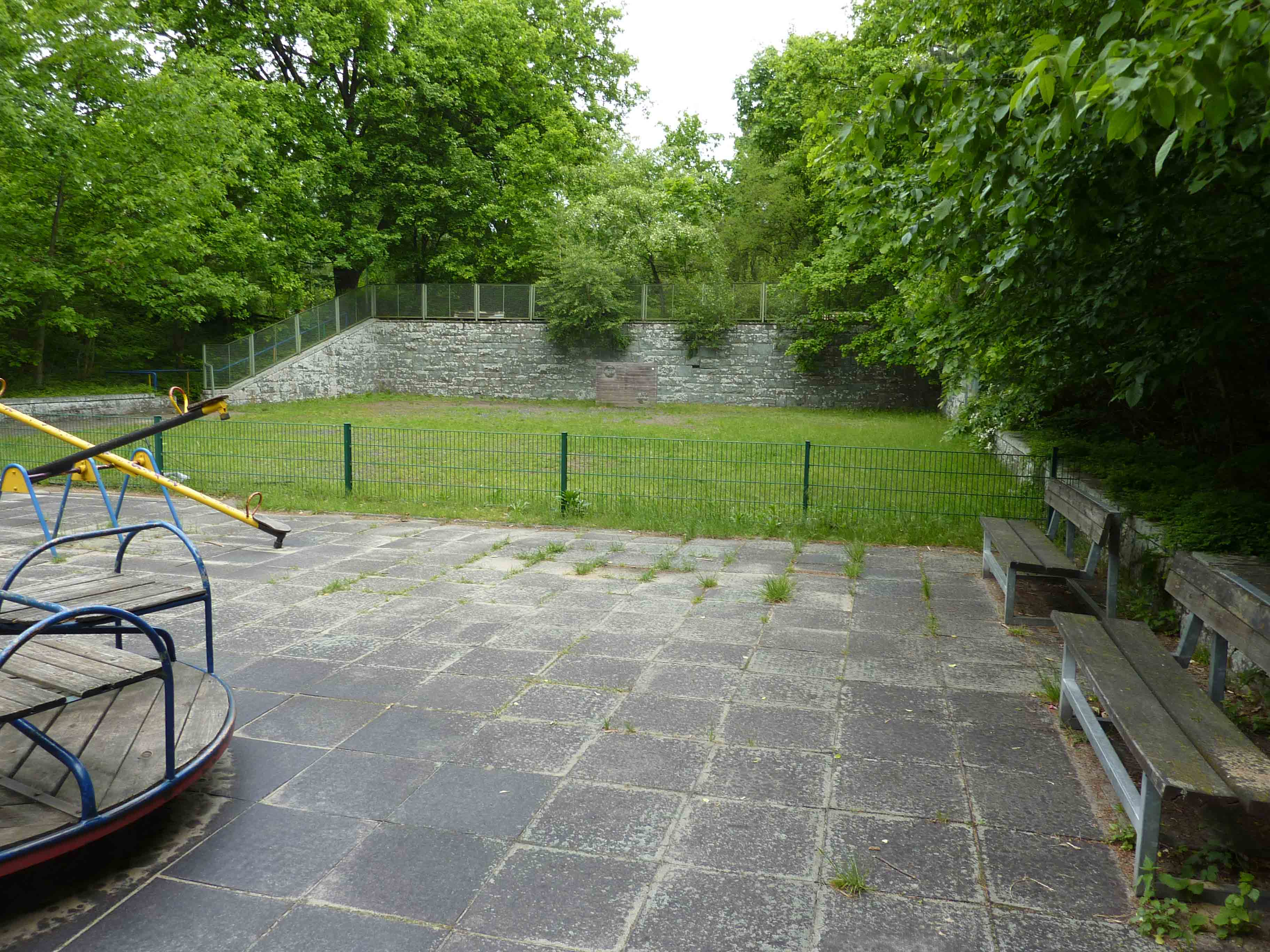

1936년 하계 올림픽 농구 경기는 1936년 8월 7일부터 8월 14일까지 독일 베를린에서 열렸다. 농구는 이 대회에서 올림픽 정식 종목으로 채택되었다. 참가국은 미국, 캐나다, 멕시코, 폴란드, 필리핀, 칠레, 페루, 우루과이, 일본, 터키, 에스토니아, 라트비아, 터키, 이집트, 브라질, 프랑스, 중화민국, 독일, 스위스, 이탈리아,체코슬로바키아 21개국이 참가하였다.
리그전이 아닌 1대1 매치로 진행되었으며,2라운드까지 패자부활전이 있었다.
국제농구연맹이 1932년 설립되고 첫 전 대륙 경기였으며, 이 대회가 미주 대륙 국가들만 승리한 유일한 대회였다.
당시 손기정과 남승룡뿐만 아니라 이 경기에도 조선인들이 참가했는데, 장이진,이성구, 염은현이 그들이다.
미국은 이 경기 2라운드부터 시작해 큰 득점을 내며 무패로 우승하였다.